# Semomesia lucana
Semomesia lucana är en fjärilsart som beskrevs av Hans Ferdinand Emil Julius Stichel 1924. Semomesia lucana ingår i släktet Semomesia och familjen Riodinidae. Inga underarter finns listade i Catalogue of Life.